# Wurfkessel
Bei Wildschweinen wird als Wurfkessel oder Frischkessel das Lager aus Blättern, Sträuchern und Moos bezeichnet, welches die Bache kurz vor oder unmittelbar nach dem Frischen, d. h. der Geburt für ihre Frischlinge (Jungen) baut. Das Weibchen wählt dabei vor der Geburt sorgfältig den Ort für ein Geburtsnest aus. Es ist häufig in Richtung Süden exponiert, so dass es von der Sonne erwärmt werden kann. In sumpfigen Regionen sucht die Bache nach Bodenerhebungen, damit das Nest trocken ist. Sie polstert das Nest mit Gras aus und baut anschließend eine Art Dach. Der Wurfkessel dient weitgehend dem Sichtschutz gegen Beutegreifer, aber auch dem Schutz der empfindlichen Jungtiere vor feucht-kalter Witterung. Während der ersten Lebenstage der kälte- und nässeempfindlichen Jungtiere bleibt das Weibchen meist im Geburtsnest. Je nach Witterungsbedingungen verlässt das Weibchen das Nest mit seinen Jungtieren nach ein bis drei Wochen.
Normale Ruheplätze von Schwarzwild, die täglich neu angelegt werden und ähnliche Schutzfunktion wie Wurfkessel haben, werden als Kessel bezeichnet.
Wurfkessel werden auch von Hausschweinen in Freilandhaltung angelegt, wenn ihnen keine Abferkelhütte angeboten wird. Allerdings gibt es dazu heute kaum noch die Möglichkeit.